# 1517 год в науке
В 1517 году произошли различные научные и технологические события, некоторые из которых представлены ниже.

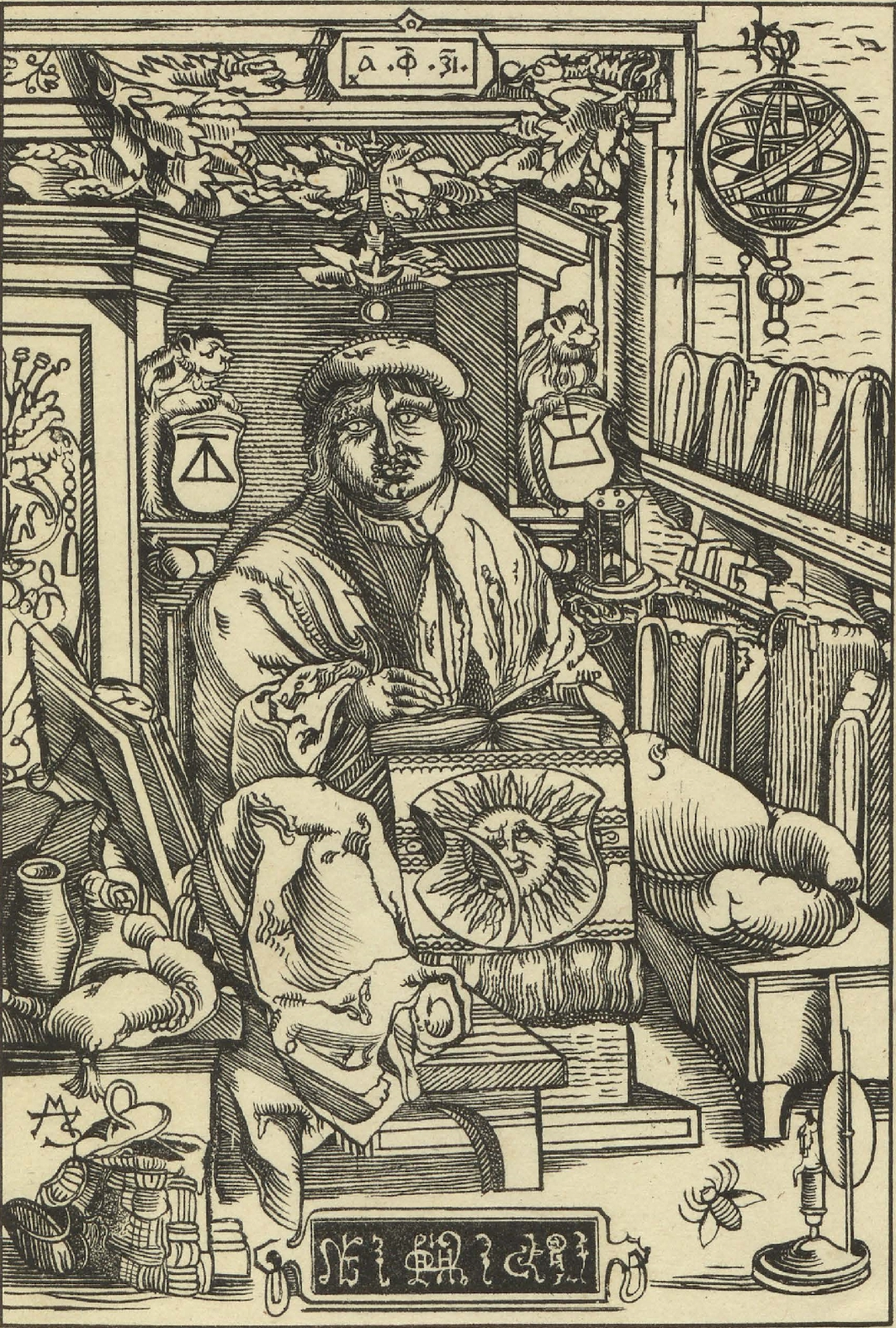
Франциск Скорина, 1517 год

## Публикации
- 6 августа — Франциск Скорина опубликовал на русском (старобелорусском) языке перевод Псалтыри, ставший первым печатным изданием в истории белорусского и восточнославянского книгопечатания[1].

## Родились
См. также: Категория:Родившиеся в 1517 году'
- 25 июля — Жак Пелетье,  французский поэт и математик (умер в 1582 году).
- 29 июня — Ремберт Додунс, фламандский врач и ботаник (умер в 1585 году).
- Пьер Белон,  французский натуралист и ботаник, основатель сравнительной анатомии (умер в 1564 году).
- Ли Шичжэнь, китайский врач и фармаколог (умер в 1593 году).

## Скончались
См. также: Категория:Умершие в 1517 году
- 19 июня — Лука Пачоли,  итальянский математик, крупнейший европейский алгебраист XV века (род. в 1445 году).
- 25 октября — Маркос Мусурос, греческий учёный-энциклопедист (год рожд. неизвестен).
- Франсиско Эрнандес де Кордоба, испанский путешественник и конкистадор (род. в 1475 году).
- Павел из Кросно, польский переводчик и филолог (род. в 1474 году).